# 石住昭彦
石住 昭彦（いしずみ あきひこ、1961年10月25日 - ）は、日本の俳優、声優。愛媛県松山市出身。円企画所属。

## 経歴
愛媛県立松山北高等学校卒業、1984年、愛媛大学法文学部法学科卒業。1986年、円演劇研究所入所。1989年、演劇集団 円会員に昇格。

## 人物
声種はバリトン - ハイバリトン。
特技は水泳、松山弁（伊予弁）。
一人っ子であり、幼少期は親が友人と話していたところ「話がわかんないんだから、あっち行ってろ。」と言われてよく本読んだり、一人遊びしていたという。

## 出演
太字はメインキャラクター。

### テレビドラマ
- おめでた
- 家栽の人
- 憲法はまだか
- 土曜ワイド劇場 「司法教官・穂高美子4」（2015年）- 緋村義弘 役
- 模倣犯 (小説)（2016年）- 里中管理官 役
- 遥かなる山の呼び声（2018年）‐ 山中刑事 役
- 相棒season17第13話「10億分の1」（2019年1月30日）‐ 坪山俊雄（カナリア急便 配達員）役
- 仮面ライダーガヴ 第3話（2024年） - グラニュート・ボンの声 役[11]

### 映画
- テルマエ・ロマエII（2014年、ローマ人の声）
- 明日へ 戦争は罪悪である（2017年、杉原海山）

### 舞台
- イワーノフ
- ウィンザーの陽気な女房たち
- から騒ぎ
- 県人会寮榎荘物語
- コネマラの骸骨
- ベニスの商人
- ホームカミング
- 魔女とたまごとお月様
- ライオンのあとで
- ロスメルスホルム
- ロンサム・ウェスト
- KERA・MAP#010『しびれ雲』（2022年11月6日 - 12月4日 下北沢 本多劇場、12月8日 - 11日、兵庫県立芸術文化センター 阪急 中ホール、12月17日 - 18日 北九州芸術劇場 中劇場、12月24日 - 25日 りゅーとぴあ 新潟市民芸術文化会館・劇場）[12]

### テレビアニメ
1999年
- ∀ガンダム（モットケー）

2001年
- 仰天人間バトシーラー（オオネコ斎）
- ヒカルの碁（栗本正助、座間）

2004年
- 犬夜叉（音獄鬼）

2005年
- ギャラリーフェイク（ウダイ）
- BECK（コンドルらーめん / ラーメン屋のオヤジ）

2006年
- Ergo Proxy（空虚人）
- シュヴァリエ 〜Le Chevalier D'Eon〜（ブロリー）
- 009-1（エス）
- ワンワンセレプー それゆけ!徹之進（スティーブン・白沢）

2007年
- 機神大戦ギガンティック・フォーミュラ（ファーガス）
- Devil May Cry（マスター）
- 結界師（タクシー運転手）
- しおんの王（横山刑事）
- 精霊の守り人（村の男）
- NARUTO -ナルト-（水虎）
- 魔人探偵脳噛ネウロ（横井剣次）
- レ・ミゼラブル 少女コゼット（ポンメルシー）
- レンタルマギカ（サンタ）

2008年
- 一騎当千 Great Guardians（2008年 - 2010年、士孫瑞）- 2シリーズ
- カイバ（ジャクチュウ）
- ゴルゴ13（中年の男〈役者〉）
- 西洋骨董洋菓子店 〜アンティーク〜（漆原の夫）
- ネットゴーストPIPOPA（海原大洋）
- のだめカンタービレ 巴里編（デプリースト）
- Mission-E（男）
- ヤッターマン（第2作）（校長）
- ワールド・デストラクション 〜世界撲滅の六人〜（セイウチ獣人）

2009年
- アスラクライン（潮泉老人）- 2シリーズ
- うみねこのなく頃に（南條輝正、南條雅行）
- 戦場のヴァルキュリア（ラーケン）
- DARKER THAN BLACK -流星の双子-（バーテンダー）
- バスカッシュ!（レカリア13世）
- 花咲ける青少年（慶昌、大祭司）

2010年
- おとめ妖怪 ざくろ（雨竜寿）
- STAR DRIVER 輝きのタクト（シナダ・ベニオの父親）
- HEROMAN（現場監督）

2011年
- GOSICK -ゴシック-（大工）
- ONE PIECE（2011年 - 2019年、ブルージャム）

2012年
- エウレカセブンAO（一佐）
- 探偵オペラ ミルキィホームズ Alternative ONE 〜小林オペラと5枚の絵画〜（カール・シュタイラー）

2013年
- ドキドキ!プリキュア（坂東宗吉）
- トリコ（ユダ）

2014年
- 白銀の意思 アルジェヴォルン（キリヤマ准将）
- ピンポン THE ANIMATION（風間卓）

2015年
- 銀魂゜（猿吉小僧）
- Classroom☆Crisis（園崎タケヒコ）
- ONE PIECE エピソードオブサボ 〜3兄弟の絆 奇跡の再会と受け継がれる意志〜（ブルージャム）

2017年
- CHAOS;CHILD（ゲンさん）

2018年
- 伊藤潤二『コレクション』（祖父）
- ルパン三世 PART5（Mr.ゴールド）
- 蒼天の拳 REGENESIS（霞鉄心）

2019年
- かつて神だった獣たちへ（老駅員）
- 慎重勇者〜この勇者が俺TUEEEくせに慎重すぎる〜（カルロ）
- GO!GO!アトム

2020年
- ふしぎ駄菓子屋 銭天堂（2020年 - 2021年、江城秀元）
- ぐらぶるっ!（カッタクリ）

2021年
- NOMAD メガロボクス2（胴元）
- 平穏世代の韋駄天達（サギィシー）

2025年
- アン・シャーリー（駅長）

### 劇場アニメ
2008年
- 崖の上のポニョ
- パッテンライ!! 〜南の島の水ものがたり〜

2009年
- ホッタラケの島 〜遥と魔法の鏡〜（人形師夫）

2012年
- しらんぷり（畑のおじさん〈1〉）

2013年
- 映画 ドキドキ!プリキュア マナ結婚!!?未来につなぐ希望のドレス（坂東宗吉）
- キャプテンハーロック -SPACE PIRATE CAPTAIN HARLOCK-（元老）

### Webアニメ
- マッツとヤンマとモブリさん -七つの秘宝と空飛ぶお城-（2013年、悪役A[19]）
- ライジングインパクト（2024年、メリオダス・リオネス）

### ゲーム
2002年
- 鬼武者2（安国寺恵瓊）

2003年
- 鬼武者 無頼伝（安国寺恵瓊）

2005年
- 義経英雄伝（金売り吉次）
- 義経英雄伝修羅（金売り吉次）

2008年
- 幻想水滸伝ティアクライス（ソタ、ドガ、ラジム）
- レイトン教授と最後の時間旅行（ビル・ホーク）

2010年
- うみねこのなく頃に 〜魔女と推理の輪舞曲〜（南條輝正、南條雅行）

2011年
- うみねこのなく頃に散 〜真実と幻想の夜想曲〜（南條輝正）

2012年
- テイルズ オブ エクシリア2（ヴェランド）

2013年
- ヴァルハラナイツ3（バレリオ）

2014年
- CHAOS;CHILD（ゲンさん）
- コアマスターズ（ヘイシン）

2015年
- グランブルーファンタジー（2015年 - 2022年、カッタクリ）
- テイルズ オブ ゼスティリア（パワント、マティア、ロゴス）
- ドラゴンクエストVIII 空と海と大地と呪われし姫君（ジャハガロス）

2016年
- テイルズ オブ ベルセリア（バルタ）
- 百花百狼 〜戦国忍法帖〜（前田玄以）

2018年
- ワイルドアームズ ミリオンメモリーズ（ベルセルク）

2019年
- DEATH STRANDING（デッドマン）

2021年
- うみねこのなく頃に咲 〜猫箱と夢想の交響曲〜（南條輝正）

2022年
- ドラゴンクエストX オンライン（メルー公）
- ドラゴンクエストX 目覚めし五つの種族 オフライン

2023年
- 北斗の拳 LEGENDS ReVIVE（霞鉄心）

### 吹き替え

#### 担当俳優
アルフレッド・モリーナ
- インスティゲイターズ 〜強盗ふたりとセラピスト〜（リッチー・デシコ）
- キングのメッセージ（マイク）
- 17歳の肖像（ジャック・メラー）
- ダ・ヴィンチ・コード（マヌエル・アリンガローサ司教）※フジテレビ版
- ドント・レット・ゴー -過去からの叫び-（ハワード）
- ミッシング ID（フランク・バートン）
- モンスターズ・ユニバーシティ（デレク・ナイト教授）

オリヴァー・プラット
- X-MEN:ファースト・ジェネレーション（CIAエージェント）
- 紀元1年が、こんなんだったら!?（司祭長）
- トール・テイル/パラダイス・ヴァレーの奇跡（ポール・バニヤン）
- シェフ 三ツ星フードトラック始めました（ラムジー）
- 2012（カール・アンハイザー）
- フランクとシンディ（フランク）

シェー・ウィガム
- エージェント・カーター（ロジャー・ドゥーリー）
- ミッション:インポッシブルシリーズ（ブリッグス）
  - ミッション:インポッシブル/デッドレコニング PART ONE
  - ミッション:インポッシブル/ファイナル・レコニング

ジョン・グッドマン
- モンスター・ヴァースシリーズ（ウィリアム・“ビル”・ランダ）
  - キングコング:髑髏島の巨神
  - モナーク: レガシー・オブ・モンスターズ

- クーパー家の晩餐会（サム・クーパー）
- ハングオーバー!!! 最後の反省会（マーシャル）

フィリップ・シーモア・ホフマン
- 誰よりも狙われた男（ギュンター・バッハマン）
- 25時（ジェイコブ・エリンスキー）
- ハンガー・ゲームシリーズ（プルターク・ヘヴンズビー）
  - ハンガー・ゲーム2
  - ハンガー・ゲーム FINAL: レジスタンス
  - ハンガー・ゲーム FINAL: レボリューション

- ビッグ・リボウスキ（ブラント）※新盤DVD・BD版
- ポリーmy love（サンディ・ライル）
- マネーボール（アート・ハウ監督）

ルイス・ガスマン
- イギリスから来た男（エドゥアルド・ロエル）
- コンフィデンス（マンザーノ）
- ナインイレヴン 運命を分けた日（エディ）

#### 映画（吹き替え）
- RV（マーティー〈ブライアン・ホウ〉）
- アイ・アム・レジェンド（マイク、シュレック）※ソフト版
- アイス・ハザード
- アイランド
- アウト・オブ・タイム ※テレビ東京版
- アウトフィット ある仕立屋の長い夜（ロイ・ボイル〈サイモン・ラッセル・ビール〉）
- 青い夢の女
- アグネスと幸せのパズル（ルイ〈デヴィッド・デンマン〉）
- 悪魔のいけにえ レザーフェイス一家の逆襲（バート・ハートマン〈ポール・レイ〉）
- 悪魔のいけにえ -レザーフェイス・リターンズ-（レザーフェイス〈マーク・バーナム〉[31]）
- アタック・オン・ザ・クイーン
- アトミック・トレイン（スティーヴ〈コリン・ローレンス〉）※テレビ朝日版
- アトランティスのこころ
- アナーキスト
- アナザーワールド鏡の国のアリス（ワスプ〈イアン・リチャードソン〉）※ソフト版
- あなたになら言える秘密のこと（ヴィクター〈エディ・マーサン〉）
- あの頃ペニー・レインと
- アバウト・ア・ボーイ
- アバター
- アフター・アース（警備責任者〈クリストファー・ヒヴュ〉）
- アメリ
- アメリカン・ビューティー（バディ・ケーン〈ピーター・ギャラガー〉）※TBS版
- アラモ
- ある神父の希望と絶望の7日間（スタントン警部補〈ゲイリー・ライドン〉）
- アンジェラ
- アンジェラの灰（ベンソン）
- アントラーズ（ウォーレン・ストロークス〈グラハム・グリーン〉）
- イースト/ウェスト 遙かなる祖国
- 五日物語 -3つの王国と3人の女-（ロングトレリス国の王〈ジョン・C・ライリー〉[32]）
- イルカがいた夏
- インディ・ジョーンズ/クリスタル・スカルの王国（KGBの男）※ソフト版、日本テレビ版
- インビジブル2
- ヴィレッジ（オーガスト・ニコルソン〈ブレンダン・グリーソン〉）※ソフト版
- ウィング・コマンダー（オブツ）
- ヴェノム（リチャード〈エミリオ・リベラ〉[33]）
- ウォーム・ボディーズ（M〈ロブ・コードリー〉）
- ウォリアーズ 異空の戦士
- ウォルト・ディズニーの約束（ラルフ〈ポール・ジアマッティ〉）
- ウォンテッド（ブッチャー〈ダト・バフタゼ〉）※劇場公開版
- 宇宙戦争
- 美しき虜
- 海の上のピアニスト ※テレビ東京版
- エアブレイク
- 英雄の条件（ジミ）※ソフト版
- エヴァンジェリスタ（ローマン医師）
- es［エス］（看守 / ボッシュ〈アントワーヌ・モノー・Jr〉）※ソフト版
- エクソシスト3（ジョセフ・ダイアー神父〈エド・フランダース〉）※Netflix版
- X-MEN:ファイナル ディシジョン（トラスク局長〈ビル・デューク〉）※劇場公開版
- エボリューション（ニック）※ソフト版
- エラゴン 遺志を継ぐ者（スローン）
- エリザベスタウン（ラスティ）
- エレクション（ダイタウ〈ラム・シュー〉）
- エレクトラ
- エンド・オブ・ロード（ハマーズ〈ボー・ブリッジス〉）
- エンドゲーム 大統領最期の日（モンゴメリー将軍〈バート・レイノルズ〉、大統領〈ジャック・スカリア〉）
- オーケストラ!（サーシャ・グロスマン）
- オーストラリア
- オールモスト・ブルー（マテラ〈ダリオ・ダンブロシ〉）
- オーロラの彼方へ（サッチ・デレオン刑事〈アンドレ・ブラウアー〉）※ソフト版
- オハナ（キモ〈ブランスコム・リッチモンド〉）
- オリエント急行殺人事件（ベドウス〈ジョン・ギールグッド〉）※追加収録部分
- 俺たちサボテン・アミーゴ（ミゲル・アルバレス〈ペドロ・アルメンダリス・Jr〉）
- 俺たちホームズ&ワトソン（ジョン・ワトソン〈ジョン・C・ライリー〉）
- おわらない物語 アビバの場合（ジョー、アール、ボブ）
- 女はみんな生きている
- ガーフィールド2（ウィンストンの声〈ボブ・ホスキンス〉）
- カウベルズ パパのビジネスを救え！
- 輝く夜明けに向かって（ズーコ・セプテンバー）
- ガン&スピリット（ジョン・バロウズ〈エリック・ロバーツ〉）
- カンペキ・ボーイ
- 奇蹟の詩 サード・ミラクル
- キャプテンコック エディー
- キャメラを止めるな!（フィリップ〈グレゴリー・ガドゥボワ〉[34]）
- 9000マイルの約束
- キリング・ショット（ロニー〈フォレスト・ウィテカー〉）
- キング・オブ・デストロイヤー/コナンPART2 ※テレビ朝日追加録音版
- クッキー・フォーチュン（マニー・フッド〈ライル・ラヴェット〉）
- クライム・ヒート（カズン・マーヴ〈ジェームズ・ガンドルフィーニ〉）
- グリーンブック（ルディ〈フランク・バレロンガ〉[35]）
- クローサー（ホー刑事）※ソフト版
- クロワッサンで朝食を（ステファン〈パトリック・ピノー〉）
- ゲーム・プラン（トラヴィス・サンダーズ〈モリス・チェストナット〉）
- 激突!（バス運転手）※ソフト版
- ゴーストライダー（ランドール〈ドナル・ローグ〉）
- GODZILLA ゴジラ（ボイド[36]）
- コンカッション（マイク・ウェブスター〈デヴィッド・モース〉）
- コンスタンティン（ヘネシー神父〈プルイット・テイラー・ヴィンス〉）※テレビ朝日版
- 30デイズ・ナイト（ボウ・ブロワー〈マーク・ブーン・ジュニア〉）
- サーフィン ドッグ（ボスコ）
- 最後の恋のはじめ方
- サイドウェイ（ゲイリー〈パトリック・ギャラガー〉）
- 災厄の家（トム〈ロバート・B・ケネディ〉）
- サイレントノイズ（レイモンド・プライス〈イアン・マクニース〉）
- サウンド・オブ・サイレンス（シドニー・サイモン〈ヴィクター・アルゴ〉）※ソフト版
- サバイバル・オブ・ザ・デッド（シェイマス・マルドゥーン）
- ザ・ビーチ（グレゴリオ）※ソフト版
- ザ・ワイルド ※テレビ朝日版
- サンダーバード
- Gガール 破壊的な彼女（ベッドラム教授〈エディー・イザード〉）
- 自力本願（ホームレスのジェームズ）
- シャッター アイランド（マクフィアソン副警備隊長〈ジョン・キャロル・リンチ〉）
- ジョニー・イングリッシュ
- SUPER8/スーパーエイト（カズニック氏）
- 杉原千畝 スギハラチウネ（ガノール社長〈ズビグニェフ・ザマホフスキ〉）
- スター・ウォーズ エピソード2/クローンの攻撃
- スター・トレック イントゥ・ダークネス（キャプテンアボット）
- スタンド・バイ・ミー（マイロ・プレスマン〈ウィリアム・ブロンダー〉）※BD版
- スチュアート・リトル（レッド〈デヴィッド・アラン・グリア〉）※テレビ朝日版
- スパイダーマンシリーズ（ロビー〈ビル・ナン〉）
  - スパイダーマン
  - スパイダーマン2
  - スパイダーマン3
- スペンサー・コンフィデンシャル
- 戦場でワルツを（オーリ・シヴァン）
- ソルトン・シー（プーベア〈ヴィンセント・ドノフリオ〉）
- ダーク・ウォーター
- ダーク・ハーヴェスト（恰幅のいい男〈コリー・ヴォイチク〉）
- ターミナル（ミロドラゴビッチ）※ソフト版
- 大統領の執事の涙（セシル・ゲインズ〈フォレスト・ウィテカー〉）※ソフト版
- ダ・ヴィンチ・コード（フランス警察の刑事）※劇場公開版
- タワー・オブ・タイタンズ（ミシャト）
- チャーリーと18人のキッズ in ブートキャンプ（フィル〈ポール・レイ〉）
- 沈黙のSHINGEKI/進撃（ルイス〈テッド・レヴィン〉）
- DCエクステンデッド・ユニバース（スワンウィック将軍 / マーシャン・マンハンター〈ハリー・J・レニックス〉）
  - マン・オブ・スティール
  - バットマン vs スーパーマン ジャスティスの誕生
  - ジャスティス・リーグ:ザック・スナイダーカット[37]
- ディープ・ライジング コンクエスト
- デイブは宇宙船（巡査部長）
- ディレイルド 暴走超特急（ボブ〈ジョン・ビショップ〉）
- デッドロック（ヤンク・ルイス）
- デンジャラス・ビューティー2 ※ソフト版
- 閉ざされた森（ミュラー〈ダッシュ・ミホク〉）
- ドミノ（アルフ）
- ドメスティック・フィアー（ウォレン）
- トロイ（アイアス〈タイラー・メイン〉）※劇場公開版
- ナイト&デイ（ロドニー〈マーク・ブルカス〉）
- ナショナル・セキュリティ（ファーガス）
- ナショナル・トレジャー リンカーン暗殺者の日記
- 28日後...（フランク〈ブレンダン・グリーソン〉）
- ネバー・サレンダー 肉弾凶器（ジョー〈ドリュー・パウエル〉）※ソフト版
- ノンフィクション（ブードロール司祭）
- ハートブレイカー（ウラジミール〈エリヤ・バスキン〉）
- バイオハザードII アポカリプス（チャールズ・アシュフォード博士〈ジャレッド・ハリス〉）※ソフト版
- 陪審員（ジョー・ボファーノ〈マイケル・リスポリ〉）※日本テレビ版
- パイレーツ・オブ・カリビアン/最後の海賊（マルロイ〈アンガス・バーネット〉）
- バットマン ビギンズ（ギリアン・B・ローブ市警本部長〈コリン・マクファーレン〉）※劇場公開版
  - ダークナイト（ギリアン・B・ローブ市警本部長〈コリン・マクファーレン〉、グランピー、フリール裁判長）※ソフト版
- ハッピー・フューネラル（ウー・ピアオ）
- バビロンA.D.（ゴルスキー〈ジェラール・ドパルデュー〉）
- ハプニング
- パブリック・エネミーズ（ジョン・“レッド”・ハミルトン〈ジェイソン・クラーク〉）
- ハリー・ポッターシリーズ
  - ハリー・ポッターと賢者の石（キングス・クロス駅員〈ハリー・テイラー〉）
  - ハリー・ポッターと秘密の部屋（キングス・クロス駅員〈ハリー・テイラー〉）
  - ハリー・ポッターと不死鳥の騎士団（アバーフォース・ダンブルドア〈ジム・マクマナス〉）
- ハリウッドランド
- バリスティック（フリオ・マーティン副長官〈ミゲル・サンドバル〉）※テレビ朝日版
- ピエロの赤い鼻（ジャック・プゼ）
- BFG: ビッグ・フレンドリー・ジャイアント（ゴックリン）
- ビバリーヒルズ・チワワ（チコ）
- ヒロイック・デュオ 英雄捜査線
- プーと大人になった僕（セシル〈ポール・チャヒディ〉[38]）
- ファイヤーウォール
- ファウンダー ハンバーガー帝国のヒミツ
- ファム・ファタール
- フライトプラン（オバイド〈マイケル・アービー〉）
- ブラック・ソルジャー（ヨーク）
- ブラックホーク・ダウン（マイク・スティール大尉〈ジェイソン・アイザックス〉）※ソフト版
- ブラックホール 地球吸引（ライカー〈デヴィッド・セルビー〉）
- ブラッド・フェイス（グーンビ）
- ブリッジ・オブ・スパイ（ボスコ・ブラスコ〈ドメニク・ランバルドッツィ〉、リン・グッドナフ）
- ブレイブ ワン
- ペイン&ゲイン 史上最低の一攫千金（ヴィクター・ペペ・カーショウ〈トニー・シャルーブ〉）
- ヘラクレス（シタクレス〈ピーター・マラン〉[39]）
- ホースメン（タック〈バリー・シャバカ・ヘンリー〉）
- 炎の少女チャーリー（アンディ）
- マーベル・シネマティック・ユニバース
  - アイアンマン2（スターン議員〈ギャリー・シャンドリング〉）※劇場公開版
  - アベンジャーズ（巡査部長）
  - マイティ・ソー/ダーク・ワールド（コレクター〈ベニチオ・デル・トロ〉）
  - キャプテン・アメリカ/ウィンター・ソルジャー（スターン議員〈ギャリー・シャンドリング〉）
  - ガーディアンズ・オブ・ギャラクシー（コレクター〈ベニチオ・デル・トロ〉）
  - アベンジャーズ/インフィニティ・ウォー（コレクター〈ベニチオ・デル・トロ〉[40]）
- マッドマックス/サンダードーム（ザ・コレクター〈フランク・スリング〉）※スーパーチャージャー版
- マッドマックス:フュリオサ（トー・ジャム〈デヴィッド・フィールド〉[41]）
- マトリックス リローデッド（エージェント・ジャクソン、ベクター、居眠りしている警備員）※劇場公開版
- マトリックス レボリューションズ（エーケイ）※ソフト版
- 魔法にかけられて（ナサニエル〈ティモシー・スポール〉）
- ミケランジェロ・プロジェクト（フィールディング少佐〈マイルス・ジャップ〉）
- Mr.&Mrs. スミス ※日本テレビ版
- みんな誰かの愛しい人（フェリックス）
- ユナイテッド93（ユナイテッド航空93便の乗客〈クリスチャン・クレメンソン〉）※テレビ東京版
- 容疑者（ヘンダーソン）
- 夜に生きる（ディオン・バルトロ〈クリス・メッシーナ〉）
- LIFE!/ライフ（ヘルナンド〈エイドリアン・マルティネス〉）※劇場公開版
- ラッキー・ユー（レディ・エディ）
- ラッシュ/プライドと友情（フェラーリ技術監督）
- ラブ・アクチュアリー（ジョー）
- ラプター・アイランド（大佐）
- リトル・ミス・サンシャイン
- リプレイスメント（ダニエル・ベイトマン〈ジョン・ファヴロー〉）
- 流星（サム）
- 臨死
- ルーシー・イン・ザ・スカイ（ウィル〈ニック・オファーマン〉[42]）
- ルックアウト/見張り（ロバート・プラット〈ブルース・マッギル〉）
- レジェンド・オブ・ゾロ（パイク）※ソフト版
- レッドベルト 傷だらけのファイター
- レッドライン（イケル・ドラジオ〈アンガス・マクファーデン〉）
- レプリカント（ロアーク〈アラン・グレイ〉）※ソフト版
- レモネード・マウス（チャーリーのパパ）
- ローマの休日（式部官[43]）※日本テレビ版2
- ローラーガールズ・ダイアリー（アール・キャヴェンダー〈ダニエル・スターン〉）
- ロックンローラ（フレッド〈ジェフ・ベル〉）
- ワイルド・スピード MEGA MAX（裁判長）
- わすれた恋のはじめかた（レーン〈ダン・フォグラー〉）

#### ドラマ
- アガサ・クリスティー ミス・マープル 蒼ざめた馬（フランク・ルジューン警部）
- ER緊急救命室
  - シーズン7（ミラー〈スキップ・ステルレクト〉）
  - シーズン10 #12（ライトマン〈ウェイン・シャーザー〉）
  - シーズン13 #19（ダニー・ラトリー〈アンディ・プロスキー〉）
  - シーズン15 #6（ルイ・テイラー〈カール・ウェザース〉）
- IT ※NHK-BS2版
- 倚天屠龍記（成崑）
- WITHOUT A TRACE/FBI 失踪者を追え! #117（テッド・ワード）
- 英国サスペンス「THE BAY 〜空白の一夜〜」（アンソニー・“トニー”・マニング警部補〈ダニエル・ライアン〉[44]）
- NCIS 〜ネイビー犯罪捜査班（レイエス兵曹長）
- KIZU-傷-（ヴィッカリー署長〈マット・クレイヴン〉）
- 宮廷女官チャングムの誓い（チョン・ユンス〈チョン・インテク〉）
- THE KILLING/キリング（タイス・ビルク・ラールセン〈ビャールネ・ヘンリックセン〉）
- ギルモア・ガールズ
- クイーンズ・ギャンビット
- グッド・ワイフ2（フレッド）
- glee/グリー 踊る♪合唱部!?（ケン・タナカ〈パトリック・ギャラガー〉）
- クリミナル・マインド3 FBI行動分析課 #19（コーベット）
- クリミナル・マインド5 FBI行動分析課 #20（ジョン・バートン刑事〈ディーン・ノリス〉）
- クリミナル・マインド 特命捜査班レッドセル #8（ハワード）
- クローザー（ラッセル・テイラー警部〈ロバート・ゴセット〉）
- ゲーム・オブ・スローンズ（クォーリン）
- コールドケース 迷宮事件簿（ニック・ヴェラ〈ジェレミー・ラッチフォード〉）
- 荒野のピンカートン探偵社（アラン・ピンカートン〈アンガス・マクファーデン〉）
- コッソンビ　二花院の秘密 (ノ・ソンギル／尚膳（サンソン）〈イ・ジュニョク〉)[45]
- サイコだけど大丈夫（オ・ジワン〈キム・チャンワン〉[46]）
- シェイムレス 俺たちに恥はない（バーレル刑事）
- 射鵰英雄伝（欧陽鋒〈ヨウ・ヨン〉、段天徳）
- セイレーンの誘惑（ブルース・デウィット〈ビル・キャンプ〉）
- 続ハリーズ・ロー 裏通り法律事務所
- 第一容疑者4 消えた幼児（ジョン・ウォーリック）
- 大草原の小さな家（オニール〈ラモン・ビエリ〉）※NHK BS4K版
- タバサ（アブナー・クラビッツ）
- チャームド 〜魔女3姉妹〜（ランドック）
- ディフェンダーズ 闘う弁護士（ルーク・パーセル）
- 24 -TWENTY FOUR-（ノア・ダニエルズ〈パワーズ・ブース〉）
- バーン・ノーティス 元スパイの逆襲（ハビエル、ケイレブ）
- 薔薇の名前（サルヴァトーレ〈ステファノ・フレージ〉[47]）
- HAWAII FIVE-0 シーズン3 #18（エリック・ブレア監督〈ドリュー・パウエル〉）
- ハント・フォー・キラー 狂気の呼び声（ベルイ〈ラスムス・トルードソン〉[48]）
- THE BLACKLIST/ブラックリスト（マーティン・ウィルコクス）
- ブレイド ブラッド・オブ・カソン（メルヴィン・ケイロ教授〈ランディ・クエイド〉）
- ベートーベン・ウィルス（パク・ヒョックオン〈チョン・ソギョン〉）
- BONES（マイク・シェーフィーズ、ダリル・パターソン）
- ホワイトカラー（ブレッド・ゲレス）
- マルコム in the Middle（クレイグ〈デヴィッド・アンソニー・ヒギンズ〉）
- ミッシング -サイキック捜査官- #12（レイモンド・シムズ）
- ミディアム5 霊能者アリソン・デュボア（ミッチェル・スローカム〈ザンダー・バークレー〉）
- ミディアム7 最終章（ジョン・クレイボーン）
- 名探偵ポワロ ヘラクレスの難業（シュワルツ / ドゥルエ警部〈トム・ヴラシア〉）
- 名探偵モンク7（トニーG）
- Major Crimes 〜重大犯罪課（ラッセル・テイラー副本部長〈ロバート・ゴセット〉）
- メリは外泊中（ウィ・デハン）
- THE MENTALIST メンタリストの捜査ファイル（ホッパー・バンクス）
- リベンジ（ロジャー・ハルステッド）
- 流星剣侠伝 大人物（田文貴）
- LAW&ORDER:クリミナル・インテント（ロバート・ゴーレン〈ヴィンセント・ドノフリオ〉）
- ロイヤル・スキャンダル 〜エリザベス女王の苦悩〜（エドワード・ヒース）

#### アニメ
- アトミック・ベティ（頭脳博士、マキシマス・パパ）
- アンデルセン・ストーリーズ（腐った流木）
- 犬ヶ島（ボス[49]）
- おさるのジョージ（ゼイニー船長〈2代目〉）
- ザ・バットマン（バーティゴ伯爵）
- ジェイコブと海の怪物（国王）
- ティーモ・シュプリーモ（署長 他）
- ティーン・タイタンズ 東京で大ピンチ!（筆将軍、東京市長）
- トムとジェリー オズの魔法使（ライオン/ジーク）
- トムとジェリー すくえ!魔法の国オズ（ライオン/ジーク）
- Hi Hi Puffy AmiYumi（カズ、ドーモ）
- パワーパフガールズ（2001年 - 2005年、2008年、市長 他）
- パワーパフガールズ:ダンスパンツにご用心!（2014年、市長）
- パワーパフガールズ・ムービー（市長、オジョ・タンゴ）
- ビクター&バレンティノ（ドン・ハラペーニョ[50]）
- ファインディング・ニモ（アンカー）
- プリンセスと魔法のキス（ローレンス）
- プレーンズ2/ファイアー&レスキュー（内務長官）
- ホワット・イフ...?（コレクター）
- マウス・タウン ロディとリタの大冒険（シド）
- マダガスカル3（イタリア警官②[51]）
- メーターの東京レース（イトウさん）
- モンスターズ・ワーク（デレク・ナイト）
- RWBY（レオナルド・ライオンハート教授）
- 101匹わんちゃんストリート（2019年、パパ[52]）

#### テレビ番組
- UFC登竜門 ジ・アルティメット・ファイター ヘビー級バトル（ロイ・ネルソン）

### ラジオドラマ
- 君の名は
- 守り人（トルガル）
- NHKオーディオドラマ FMシアターLET IT PON!〜それでええんよ〜（2012年2月4日、NHK-FM　山本）
- VOMIC magico（ジーク）

### CM
- カートゥーン ネットワークスポットCM（カズ・ハラダ、タウンズビル市長）